# European Journal of Ophthalmology
European Journal of Ophthalmology (skrót: Eur J Ophthalmol, EJO) – naukowe czasopismo okulistyczne wydawane we Włoszech od 1991. Dwumiesięcznik.
Czasopismo jest recenzowane i publikuje prace oryginalne zawierające obserwacje kliniczne i badania laboratoryjne mające kliniczne znaczenie. Periodyk koncentruje się na nowych technikach diagnostycznych i chirurgicznych, wynikach badań klinicznych oraz najnowszych zmianach w zakresie instrumentów i terapii. Artykuły w nim publikowane reprezentują głównie następujące dyscypliny: inżynieria biomedyczna, nauki farmaceutyczne, nauki medyczne, nauki o zdrowiu i weterynaria. Tytuł ukazuje się we współpracy z czterema organizacjami okulistycznymi: European Society of Ophthalomology (SOE), Włoskim Towarzystwem Okulistycznym (wł. Società Oftalmologica Italiana, SOI), European Paediatric Ophthalmological Society (EPOS) oraz European Association for the Study of Diabetes – Eye Complications Study Group (EASD).
Pismo ma współczynnik wpływu impact factor (IF) wynoszący 1,716 (2018). W międzynarodowym rankingu SCImago Journal Rank (SJR) mierzącym wpływ i znaczenie poszczególnych czasopism naukowych „European Journal of Ophthalmology" zostało w 2018 sklasyfikowane na 53. miejscu wśród czasopism okulistycznych.
W polskich wykazach czasopism punktowanych przez Ministerstwo Nauki i Szkolnictwa Wyższego publikacja w tym czasopiśmie otrzymywała kolejno: 15 punktów (lata 2013-2016) oraz 70 pkt (2019).
Publikacje ukazujące się w tym czasopiśmie są indeksowane m.in. w CAB International (CABI), CNKI Scholar, ProQuest, J-Gate, EBSCO Discovery Service, Current Contents, Science Citation Index Expanded, Embase, PubMed oraz w Scopusie.
Wydawcą jest SAGE Publishing. Redaktorem naczelnym jest Francesco Bandello (Università Vita-Salute San Raffaele, Mediolan, Włochy). W skład rady redakcyjnej wchodzą m.in. Franz Grehn, Gábor Holló, Anselm Kampik oraz Sebastian Wolf.